# Ліпша
Лі́пша (рос. Липша, марій. Липша) — присілок у складі Звениговського району Марій Ел, Росія. Входить до складу Кокшамарського сільського поселення.
В радянські часи існувало окремо 3 населених пункти — Нова Ліпша, Передня Ліпша, Студений Ключ.

## Населення
Населення — 79 осіб (2010; 130 у 2002).
Національний склад (станом на 2002 рік):
- марі — 75 %